# Brasil Open 2016
Brasil Open 2016 byl tenisový turnaj pořádaný jako součást mužského okruhu ATP World Tour, který se hrál na otevřených dvorcích s antukových dvorcích. Konal se mezi 22. až 28. únorem 2016 v brazilském městě São Paulo jako šestnáctý ročník turnaje.
Turnaj s rozpočtem 499 055 dolarů patřil do kategorie ATP World Tour 250. Roli nejvýše nasazeného hráče ve dvouhře plnil dvacátý druhý hráč světa Benoît Paire z Francie, který prohrál ve druhém kole. Posledním přímým účastníkem v hlavní singlové soutěži se stal 121. argentinský hráč žebříčku Horacio Zeballos.
Dvouhru vyhrál uruguayský tenista Pablo Cuevas, jenž tak obhájil titul a po vítězství na předcházejícím Rio Open 2016 získal druhý triumf během dvou týdnů. Soutěž čtyřhry ovládla chilsko-argentinská dvojice Julio Peralta a Horacio Zeballos.

## Rozdělení bodů a finančních odměn

### Rozdělení bodů
| Soutěž  | vítězové | finalisté | semifinalisté | čtvrtfinalisté | 16 v kole | 32 v kole | Q  | Q3 | Q2 | Q1 |
| ------- | -------- | --------- | ------------- | -------------- | --------- | --------- | -- | -- | -- | -- |
| dvouhra | 250      | 150       | 90            | 45             | 20        | 0         | 12 | 6  | 0  | 0  |
| čtyřhra | 250      | 150       | 90            | 45             | 0         |           |    |    |    |    |

### Finanční odměny
| Soutěž                              | vítězové | finalisté | semifinalisté | čtvrtfinalisté | 16 v kole | 32 v kole |
| ----------------------------------- | -------- | --------- | ------------- | -------------- | --------- | --------- |
| dvouhra                             | $77 600  | $40 870   | $22 140       | $12 615        | $7 435    | $4 400    |
| čtyřhra                             | $23 600  | $12 400   | $6 720        | $3 840         | $2 250    |           |
| částka ve čtyřhře je uvedena na pár |          |           |               |                |           |           |

## Mužská dvouhra

### Nasazení
| Stát                          | Hráč                 | ATP | Nasazení |
| ----------------------------- | -------------------- | --- | -------- |
| Francie                       | Benoît Paire         | 22. | 1.       |
| Brazílie                      | Thomaz Bellucci      | 32. | 2.       |
| Uruguay                       | Pablo Cuevas         | 45. | 3.       |
| Argentina                     | Federico Delbonis    | 46. | 4.       |
| Španělsko                     | Albert Ramos-Viñolas | 47. | 5.       |
| Itálie                        | Paolo Lorenzi        | 50. | 6.       |
| Španělsko                     | Nicolás Almagro      | 53. | 7.       |
| Španělsko                     | Pablo Andújar        | 62. | 8.       |
| Žebříček ATP k 15. únoru 2016 |                      |     |          |

### Jiné formy účasti
Následující hráči obdrželi divokou kartu do hlavní soutěže:
- Guilherme Clezar
- Thiago Monteiro
- Benoît Paire

Následující hráči postoupili z kvalifikace:
- Facundo Bagnis
- Gastão Elias
- Máximo González
- Blaž Rola

Následující hráč postoupil do hlavní soutěže jako tzv. šťastný poražený:
- Roberto Carballés Baena[1]

### Odhlášení
před zahájením turnaje
- Fabio Fognini (natažení svalstva břišní stěny) → nahradil jej Luca Vanni
- Guido Pella → nahradil jej Roberto Carballés Baena

### Skrečování
- Pablo Andújar (poranění pravého lokte)[1]
- Horacio Zeballos (dehydratace)[1]

## Mužská čtyřhra

### Nasazení
| Stát                                                                                   | Hráč            | Stát      | Hráč              | ATP  | Nasazení |
| -------------------------------------------------------------------------------------- | --------------- | --------- | ----------------- | ---- | -------- |
| Brazílie                                                                               | Marcelo Melo    | Brazílie  | Bruno Soares      | 11.  | 1.       |
| Uruguay                                                                                | Pablo Cuevas    | Španělsko | Marcel Granollers | 62.  | 2.       |
| Argentina                                                                              | Máximo González | Brazílie  | André Sá          | 104. | 3.       |
| USA                                                                                    | Nicholas Monroe | Rakousko  | Philipp Oswald    | 115. | 4.       |
| Žebříček ATP k 15. únoru 2016; číslo je součtem žebříčkového postavení obou členů páru |                 |           |                   |      |          |

### Jiné formy účasti
Následující páry obdržely divokou kartu do hlavní soutěže:
- Nicolás Almagro /  Eduardo Russi Assumpção[2]
- Rogério Dutra Silva /  João Souza[2]

Následující pár nastoupil z pozice náhradníka:
- Pedro Bernardi /  Guilherme Clezar[2]

### Odhlášení
před zahájením turnaje
- Marcel Granollers (poranění zad)[2]

## Přehled finále

### Mužská dvouhra
- Pablo Cuevas vs.  Pablo Carreño Busta, 7–6(7–4), 6–3

### Mužská čtyřhra
- Julio Peralta /  Horacio Zeballos vs.  Pablo Carreño Busta /  David Marrero, 4–6, 6–1, [10–5]